# Kubińcowe Skały
Kubińcowe Skały – grupa kilkunastu skał w Pierunkowym Dole, w miejscowości Nielepice, w województwie małopolskim, w powiecie krakowskim, w gminie Zabierzów. Pod względem geograficznym znajduje się na Garbie Tenczyńskim (część Wyżyny Krakowsko-Częstochowskiej) w obrębie Tenczyńskiego Parku Krajobrazowego.
Kubińcowe Skały znajdują się na orograficznie prawych zboczach Pierunkowego Dołu (w górnej części ulicy Klonowej). Znajdują się w lesie, na grzbiecie tego zbocza. Są to zbudowane z twardych wapieni skalistych baszty, igły skalne i kazalnice o wysokości od kilku metrów do 18 m. Na trzech z nich uprawiana jest wspinaczka skalna. Są to:
- Kubińcowa Skała (wysokość 15 m)
- Kubińcowa Igła (10 m)
- Kubińcowa Baszta (18 m)[3].

Obok Kubińcowych Skał poprowadzono niebieski szlak turystyczny i zamontowano tablicę informacyjną opisującą genezę powstania skał. Według opisu na tej tablicy skały powstały na dnie płytkiego morza ponad 140 mln lat temu. Nie posiadają uławicenia i zawierają nieliczne tylko skamieniałości. Zjawiska krasowe i wietrzenie spowodowały, że skały mają skomplikowane kształty i bogato urzeźbioną powierzchnię z licznymi szczelinami, wgłębieniami, żebrami. W skałach powstało także kilka nyż i jedna jaskinia. Jest to Jaskinia w Trzech Turniach znajdująca się w bezimiennych skałach zaraz powyżej Kubińcowej Baszty. 
Zbocze Pierunkowego Dołu, w którym znajdują się Kubińcowe Skały, porasta las bukowy. Znajdują się w nim płaty naturalnej żyznej buczyny karpackiej. Jej stanowiska na Wyżynie Krakowsko-Częstochowskiej są uważane za reliktowe.

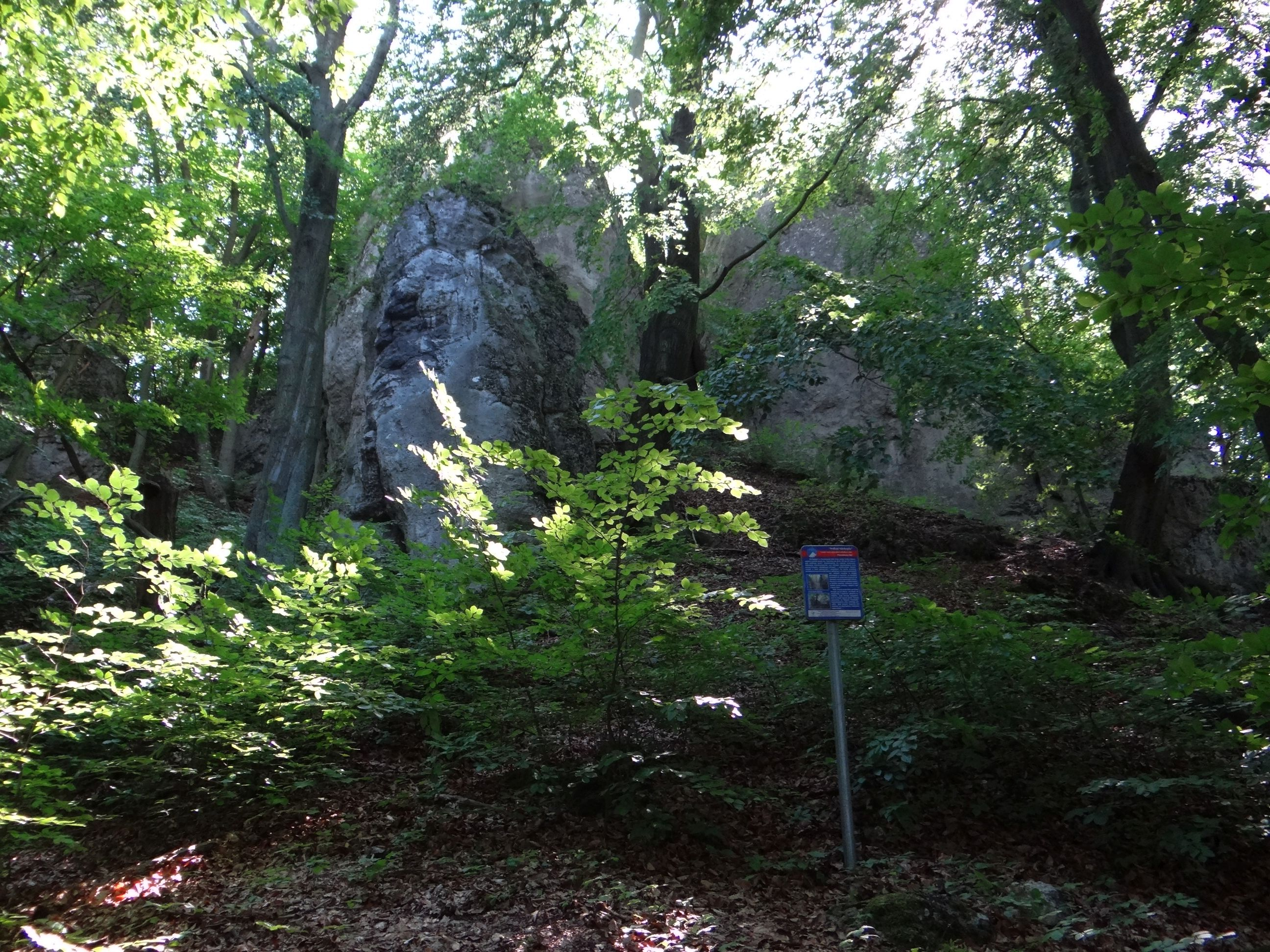
Kubińcowe Skały
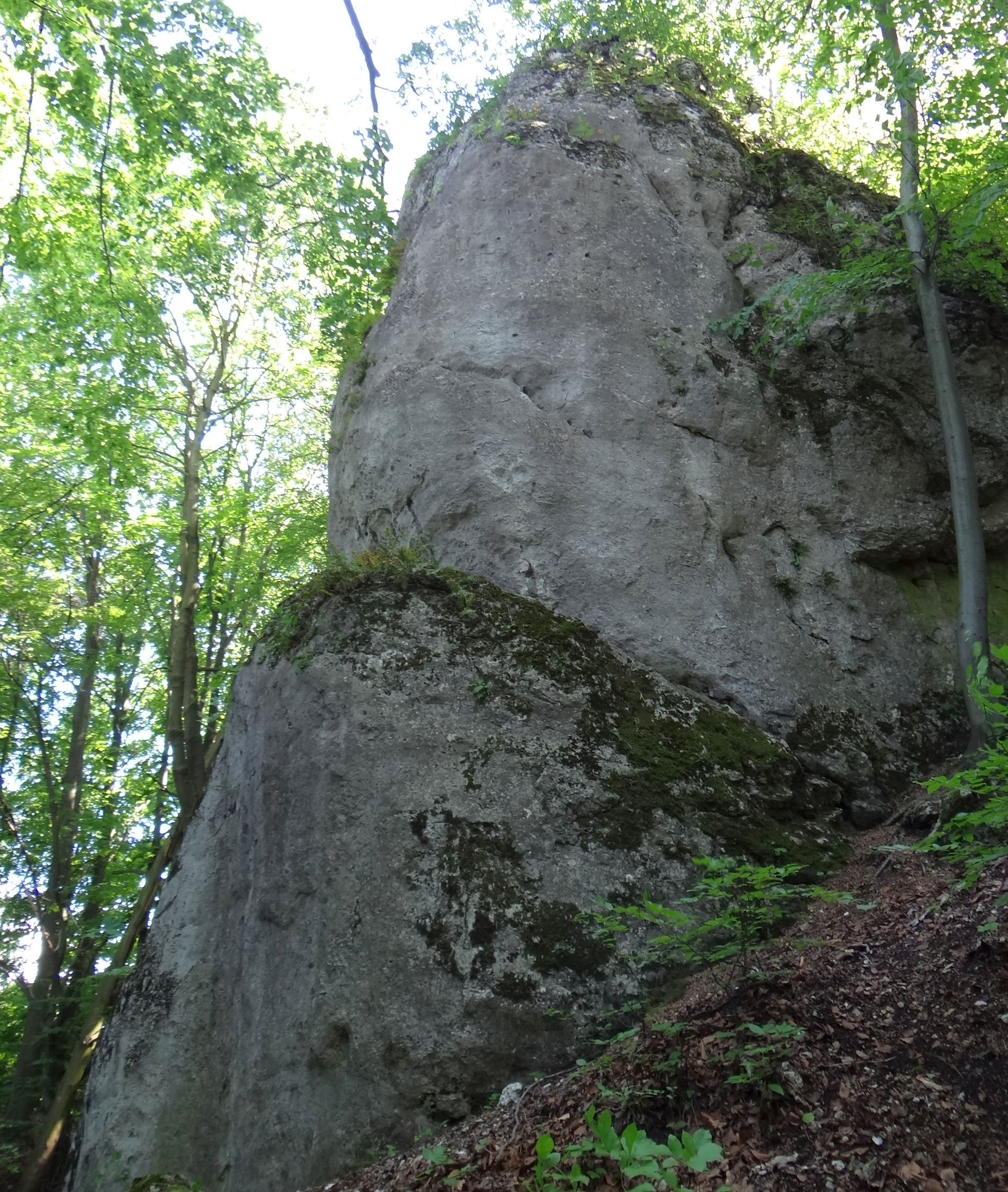
Kubińcowa Skała
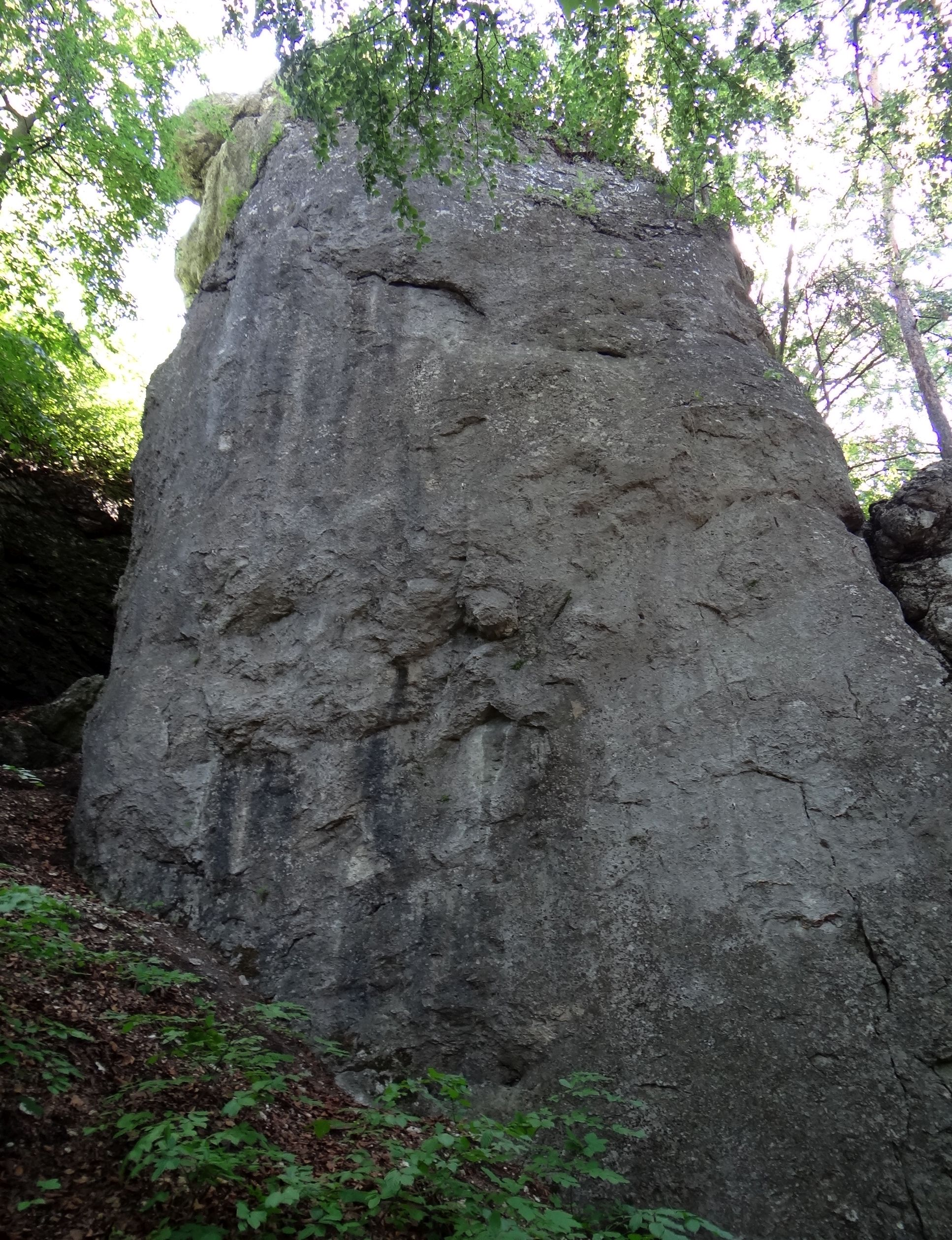
Kubińcowa Baszta
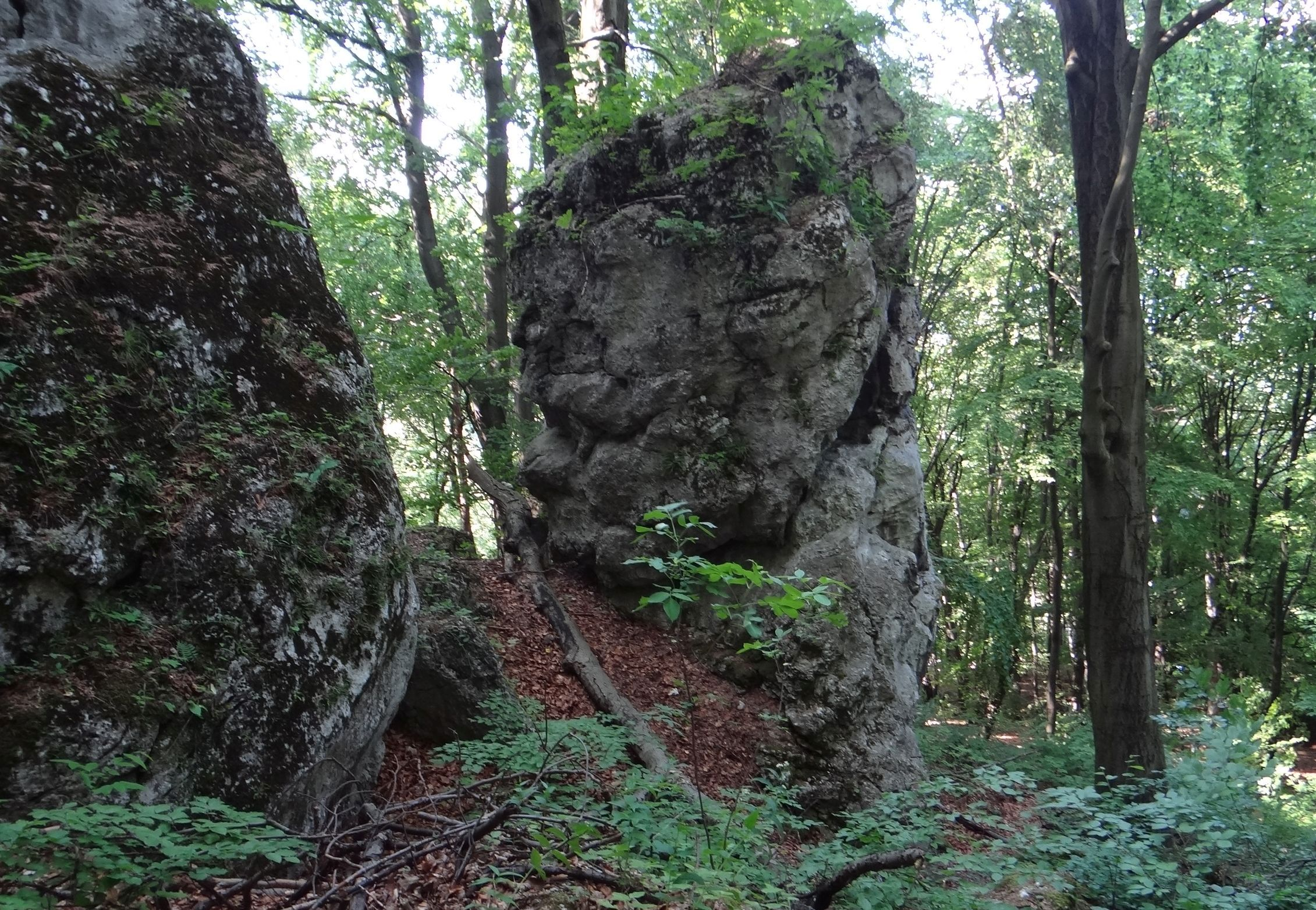
Kubińcowa Igła
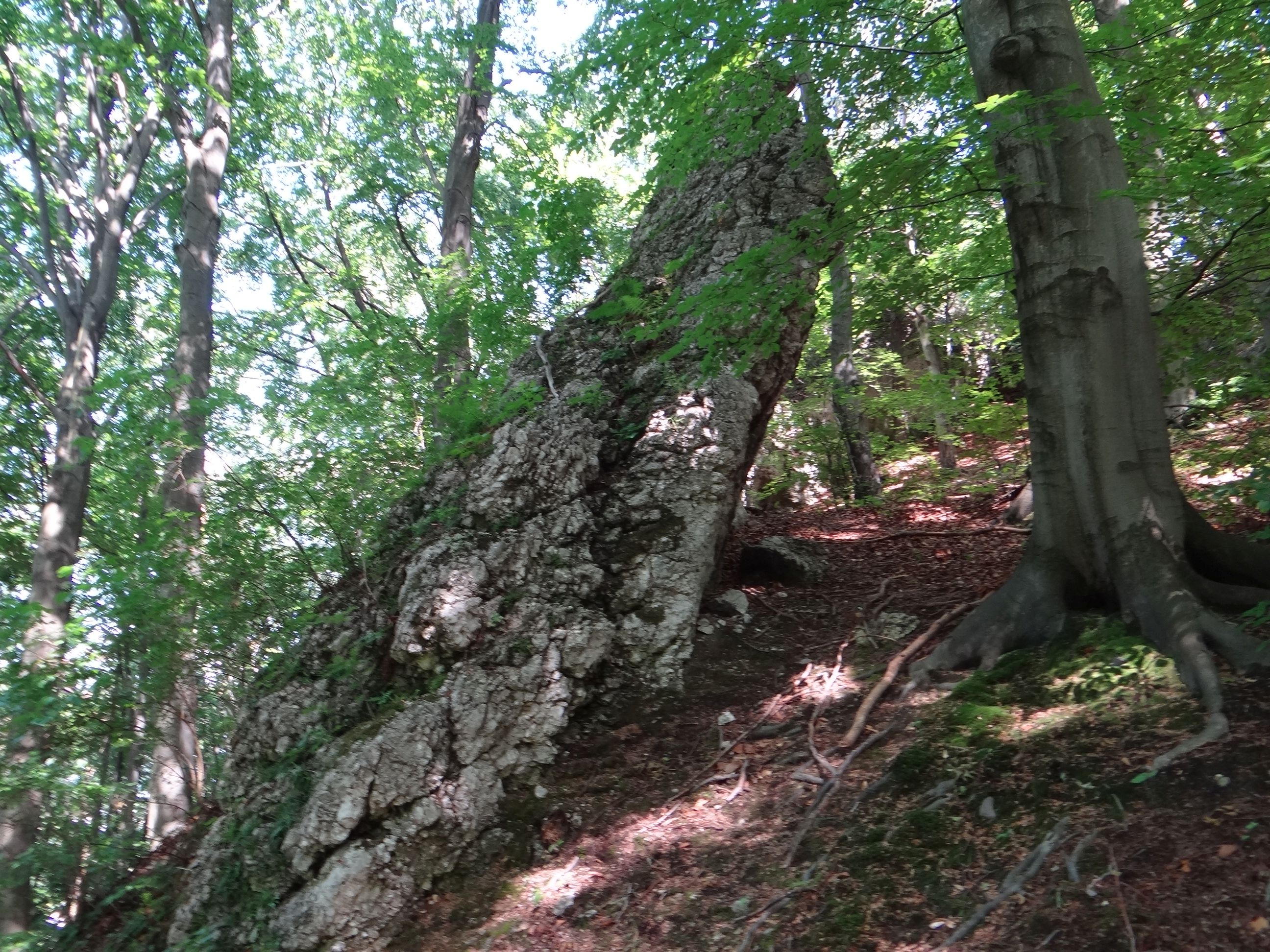
Jedna z Kubińcowych Skał
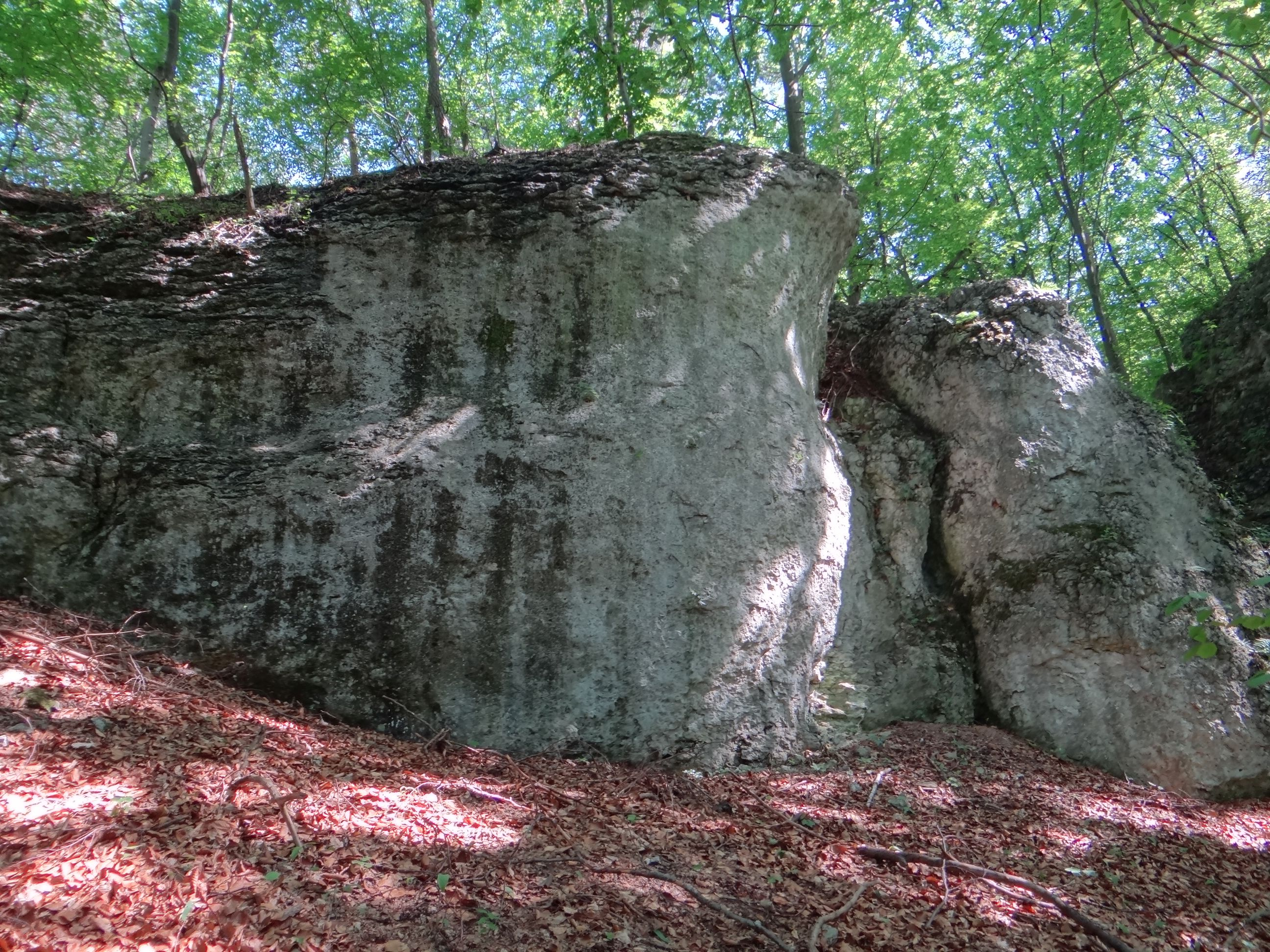
Jedna z Kubińcowych Skał

## Szlak turystyczny
„Dębowa Góra”: Nielepice MPK – Pierunkowy Dół (1,5 km) – punkt wypoczynkowy „Jurajski Raj” (1,9 km) – szlak zielony 2,7 km.